# Coptoprepes
Coptoprepes es un género de arañas araneomorfas de la familia Anyphaenidae. Se encuentra en Chile y Argentina.

## Especies
Según The World Spider Catalog 12.0:
- Coptoprepes bellavista Werenkraut & Ramírez, 2009
- Coptoprepes campanensis Ramírez, 2003
- Coptoprepes casablanca Werenkraut & Ramírez, 2009
- Coptoprepes contulmo Werenkraut & Ramírez, 2009
- Coptoprepes ecotono Werenkraut & Ramírez, 2009
- Coptoprepes eden Werenkraut & Ramírez, 2009
- Coptoprepes flavopilosus Simon, 1884
- Coptoprepes nahuelbuta Ramírez, 2003
- Coptoprepes recinto Werenkraut & Ramírez, 2009
- Coptoprepes valdiviensis Ramírez, 2003
- Coptoprepes variegatus Mello-Leitão, 1940